# Rodrigo Vianna
Rodrigo Vianna (cerca de 1970) é um jornalista brasileiro. Trabalhou na Rede Globo de 1995 a 2006 e esteve na Rede Record de 2006 a 2020.

## Biografia

### Rede Globo
Depois de concluir os estudos e se formar jornalismo, iniciou a carreira na TV Globo São Paulo em 1995, fazendo matérias ao jornal local SPTV, mas também foi repórter em matérias exibidas nos telejornais Bom Dia Brasil, Jornal Hoje e Jornal Nacional.
Na quinzena de dezembro de 2006, Rodrigo Vianna recebeu comunicado da direção da Globo que não trabalharia na emissora depois de 2007. No dia 19 de dezembro, começou circular e-mail (que mais tarde vazou pela imprensa e publicado em diversos sites) aos jornalistas da Globo, enviado pelo próprio Vianna, com diversas críticas à forma como sua ex-empregadora conduzira a cobertura das eleições naquele ano, para prejudicar a campanha de Lula à reeleição (ver Controvérsias).

### Rede Record
Em março de 2007, quatro meses após sair da Rede Globo, Rodrigo Vianna foi contratado para fazer parte da equipe de jornalismo da Rede Record, na qual permaneceu até 2020.

### TV 247
Em 2020, pouco depois de sua saída da Rede Record, Rodrigo Vianna foi contratado pela TV 247 e é, desde então, apresentador do telejornal diário Boa Noite 247 e colunista no site Brasil 247.

## Prêmios, título e atividades
Rodrigo Vianna foi vencedor do Prêmio Vladimir Herzog e do Prêmio Embratel de Jornalismo. Integra a direção do Centro de Estudos Barão de Itararé. É mestre em História Social pela Universidade de São Paulo (USP).

## Controvérsias

### Saída da Rede Globo em 2006
Na quinzena de dezembro de 2006, Rodrigo Vianna recebeu comunicado da direção da Globo que terá o contrato de trabalho como jornalista na emissora renovado em 31 de janeiro de 2007, quando deveria sair da emissora. No dia 19 de dezembro, começou circular e-mail (que mais tarde vazou pela imprensa e publicado em diversos sites) aos jornalistas da Globo, enviado pelo próprio Vianna, com diversas críticas à forma como a Globo conduzira a cobertura das eleições naquele ano, para prejudicar a campanha de Lula à reeleição, sobre o Escândalo do Dossiê, entre outras acusações.
As acusações de Vianna foram negadas por Luiz Claudio Latgé, diretor de jornalismo da Globo. No dia 20 de dezembro, divulgou nota em que diz que Rodrigo Vianna "(...) foi informado (...) que o contrato (...), que termina dia 31 de janeiro, não será renovado. A comunicação com um mês de antecedência é uma exigência do contrato. Latgé afirma na mesma nota que "Os motivos da não renovação nada têm a ver com a cobertura das eleições", questiona o motivo pelo qual o jornalista não se demitiu anteriormente, preferindo se submeter a uma situação que considerava insuportável e defende a cobertura eleitoral da emissora, alegando terem feito " uma cobertura eleitoral intensa e democrática, com a abertura de espaços em todos os nossos telejornais para todos os partidos, que mais de uma vez reconheceram nossa isenção e a importância do serviço prestado ao público."
Por conta da atitude, Vianna foi demitido da Globo já no dia seguinte.
O jornalista Luiz Carlos Azenha, que rescindiu seu contrato com a Globo em abril de 2007, afirma que a carta de Rodrigo Vianna "representou um grupo de profissionais, alguns dos quais continuam na emissora, que não se conformaram com os métodos manipuladores de Ali Kamel".

### Polêmica com a Rede Globo em 2011
Em 5 de agosto de 2011, Rodrigo Vianna publicou em seu blog um texto onde dizia que um amigo, jornalista da Rede Globo, estava indignado por ter recebido a orientação de atacar o então recém-empossado Ministro da Defesa, Celso Amorim. Segundo Vianna, o jornalista disse que "é cada vez mais difícil fazer jornalismo aqui".
A nota rapidamente ganhou popularidade na internet de tal forma que a Rede Globo publicou no dia seguinte um documento com seus "princípios editoriais de jornalismo", e dedicou um bloco inteiro do Jornal Nacional a divulgá-lo e explicá-lo aos telespectadores.

### Ali Kamel
Em julho de 2012, Rodrigo Vianna foi condenado a pagar indenização de R$ 50 mil por insinuar que o diretor de jornalismo da Rede Globo, Ali Kamel havia sido ator pornô na juventude em 2009. Vianna, recorreu da sentença mas a 5ª Câmara Cível manteve a condenação em janeiro de 2013.